# マルガレート・メネゴス
マルガレート・メネゴス（Margaret Ménégoz, 1941年4月21日 - 2024年8月7日）は、ドイツ・フランスの映画プロデューサーである。製作会社フィルム・デュ・ロザンジュの代表として、1976年以降50作品以上を製作し、中でもエリック・ロメール作品を数多くプロデュース、近年はミヒャエル・ハネケとの関わりが多い。
第40回ベルリン国際映画祭では審査員の1人を務めた。
2024年8月7日、モンペリエで死去。83歳没。

## 主なフィルモグラフィ
- 飛行士の妻 La femme de l'aviateur (1981) 製作
- 美しき結婚 Le Beau Mariage (1982) 製作
- 海辺のポーリーヌ Pauline à la plage (1983) 製作
- ダントン Danton (1983) 製作
- 緑の光線 Le Rayon Vert (1986) 製作
- 友だちの恋人 L'Ami de mon amie (1987) 製作
- 僕を愛したふたつの国/ヨーロッパ ヨーロッパ Hitlerjunge Salomon (1990) 製作総指揮
- 冬物語 Conte d'hiver (1992) 製作
- 葡萄酒色の人生 ロートレック Lautrec (1998) 製作
- タイム・オブ・ザ・ウルフ Le Temps du loup (2003) 製作
- 隠された記憶 Caché (2005) 製作総指揮
- 白いリボン Das weiße Band (2009) 製作
- 愛、アムール Amour (2012) 製作
- ハッピーエンド Happy End (2017) 製作